# Старый Перевоз
Ста́рый Перево́з, также Талица, — посёлок в Новолялинском городском округе Свердловской области России.
Расположен в 52 километрах (по автотрассе в 67 километрах) к северо-западу от города Новая Ляля, в лесной местности на правом берегу реки Лобва при устье речки Окалишки.
По состоянию на 2010 год, постоянного населения не имеет, большинство домов брошенные и находятся в полуразрушенном состоянии.
В 8 км ниже по течению Лобвы расположена Лобвинская пещера. Через посёлок проходит шоссе местного значения до посёлка Шайтанка.

## Население
| 2002 | 2010 |
| ---- | ---- |
| 17   | ↘0   |